# Kärntner Fußballverband
La Kärntner Fußballverband è la federazione calcistica dello stato federato austriaco della Carinzia. È una delle 9 federazioni regionali che compongono la ÖFB. Ai suoi campionati partecipano anche le squadre del Tirolo orientale.
Organizza ogni anno un proprio campionato e una coppa riservati alle squadre affiliate, oltre alle competizioni femminili e giovanili.

## Struttura dei campionati
Le 161 squadre affiliate alla KFV sono suddivise in 4 categorie secondo questa struttura:

### Maschili

#### Kärntner Liga
È il massimo campionato regionale ed è composto da un girone unico di 16 squadre. La vincente è promossa in Regionalliga Mitte, le ultime due retrocedono.

#### Unterliga
Suddivisa in 2 gironi (West e Ost) da 16 squadre l'uno. Le vincitrici dei gironi sono promosse nella Kärntner Liga, mentre le ultime due, insieme alle due peggiori terz'ultime, retrocedono in 1. Klasse.

#### 1. Klasse
Suddivisa in 4 gironi da 14 squadre. La vincitrice di ogni gruppo è promossa, mentre retrocedono le ultime due classificate.

#### 2. Klasse
Il livello più basso del calcio in Carinzia è suddiviso in 4 gironi che, per rispettare criteri di vicinorietà, sono composti rispettivamente da 12, 14, 15 e 16 squadre. Ciascun gruppo esprime due promozioni nella categoria superiore.

### Femminili

#### Frauen Kärntner Liga
Composto da un girone unico di 7 squadre. La vincitrice disputa gli spareggi per la promozione in Frauen 2. Liga. L'ultima classificata retrocede in Frauen Unterliga.

#### Frauen Unterliga
Il secondo livello del calcio femminile regionale è composto da un girone unico di 6 squadre. La vincitrice è promossa nella categoria superiore.

## Albo d'oro

### Campionato
- 1921-1922  Klagenfurter AC
- 1922-1923  Villacher SV
- 1923-1924  Klagenfurter AC
- 1924-1925  Klagenfurter SV
- 1925-1926  Austria Klagenfurt
- 1926-1927  Klagenfurter AC
- 1927-1928  Austria Klagenfurt
- 1928-1929  Klagenfurter AC
- 1929-1930  Austria Klagenfurt
- 1930-1931  Austria Klagenfurt
- 1931-1932  Austria Klagenfurt
- 1932-1933  Austria Klagenfurt
- 1933-1934  Austria Klagenfurt
- 1934-1935  Austria Klagenfurt
- 1935-1936  Austria Klagenfurt
- 1936-1937  Klagenfurter AC
- 1937-1938 annullato
- 1938-1939  Klagenfurter AC
- 1939-1940  Villacher SV
- 1940-1941  Villacher SV
- 1941-1942  Villacher SV
- 1942-1943  Villacher SV
- 1943-1944 annullato
- 1944-1945 non disputato
- 1945-1946  Villacher SV
- 1946-1947  ASK Klagenfurt
- 1947-1948  Klagenfurter AC
- 1948-1949  Austria Klagenfurt

...
- 1995-1996  Austria Klagenfurt
- 1996-1997  Rapid Lienz
- 1997-1998  St. Veit
- 1998-1999  Bad Bleiberg
- 1999-2000  Lendorf
- 2000-2001  Kärnten Amateure/ASK Klagenfurt
- 2001-2002  SAK Klagenfurt
- 2002-2003  St. Andrä
- 2003-2004  Feldkirchen
- 2004-2005  SAK Klagenfurt
- 2005-2006  Kärnten Amateure/Welzenegg
- 2006-2007  Bleiburg
- 2007-2008  St. Veit
- 2008-2009  St. Stefan/Lavanntal
- 2009-2010  Feldkirchen
- 2010-2011  Villacher SV

### Coppa
- 1922-1923  Kaufmännischer Klagenfurt
- 1923-1924  Klagenfurter SV
- 1924-1925  Klagenfurter AC
- 1925-1926  Klagenfurter AC
- 1926-1927  Austria Klagenfurt
- 1927-1928  Austria Klagenfurt
- 1928-1929  Austria Klagenfurt
- 1929-1930  Austria Klagenfurt
- 1930-1931  Austria Klagenfurt
- 1931-1932  Austria Klagenfurt
- 1932-1933  Austria Klagenfurt
- 1933-1934  Austria Klagenfurt
- 1934-1935  Austria Klagenfurt
- 1935-1936  Klagenfurter AC
- 1936-1937  Austria Klagenfurt
- 1938-1945 non disputata
- 1945-1946  Villacher SV
- 1946-1947  Villacher SV
- 1947-1948  Villacher SV
- 1948-1949  ASK Klagenfurt
- 1950-2008 non disputata
- 2008-2009  Lendorf
- 2009-2010  Villacher SV
- 2010-2011  Villacher SV

La competizione è attualmente nota come Villacher Bier/KFV-Cup per motivi di sponsor.

### 10. Oktober-Pokal
Questa competizione parallela alla coppa di land fu disputata per nove edizioni.
- 1922  Villacher SV
- 1923  Klagenfurter AC
- 1930  Austria Klagenfurt
- 1931  Austria Klagenfurt
- 1932  Austria Klagenfurt
- 1933  Austria Klagenfurt
- 1934  Austria Klagenfurt
- 1935  Austria Klagenfurt
- 1936  Klagenfurter AC